# Биотехнички факултет Универзитета у Љубљани
Биотехнички факултет Универзитета у Љубљани (словен. Biotehniška fakulteta или скраћено BF) је факултет чланица Универзитета у Љубљани са седиштем у Јамникорјеви цести 101.
Основана је 8. маја 1947. под именом Агрономски факултет у Љубљани којој су касније прикључили одљења за шумарство, ветерину и сточарство, данас зоотехника. По реформама на Природно-математичком факултету и стварању одељења за биологију у почетку деведесетих добија данашње име. Тада су основали одељења за прехрану, прераду дрвета и пејзажну архитектуру. Одељење за ветерину је формирало самостални Ветеринарски факултет.
Данас је факултет организован у седам одељења. Факултет има и свој ботанички врт и библиотеку. Тренутни декан је Марина Пинтар.

## Организација
- Одељење за агрономију
  - Катедра за апликативну ботанику, екологију и физиологију биљака
  - Катедра за ентомологију и фитоплатологију
  - Катедра за пољопривреду и одрживу пољопривреду
  - Катедра за аграну економију, руралну социологију и развој села
  - Катедра за информатику
  - Катедра за статистику
  - Катедра за прављење крме и пашу
  - Катедра за пољоприведне технике
  - Катедра за генетику, биотехнологију и одржавање биљака
  - Катедра за воћарство
  - Катедра за агрометорологију
  - Катедра за уређивање пољопривредног простора и агрохидрологију
  - Катедра за виноградарство
  - Катедра за повртарство

- Одељење за биологију
  - Катедра за антропологију
  - Катедра за биохемију
  - Катедра за ботанику
  - Катедра за екологију и сигурност околине
  - Катедра за физиологију биљака
  - Катедра за физиологију животиња
  - Катедра за методику биолошког образовања
  - Катедра за молекуларну генетику
  - Катедра за микробиологију
  - Катедра за неуроетологију
  - Катедра за зоологију
- Одељење за шумарство и обнову шумских ресурса
  - Катедра за узгајање шума
  - Катедра за шумску технику и економију
  - Катедра за пејзажно шумарство и просторску информатику
  - Катедра за употребљиву математику
  - Катедра за уређивање шума и биометрију
  - Катедра за сигурност шума и екологију дивљих животиња

- Одељења за прехрану
  - Катедра за биотехнологију
  - Катедра за хуману прехрану
  - Катедра за хемију
  - Катедра за микробиологију
  - Катедра за технологију меса и готових јела
  - Катедра за технологију хране биљног извора
  - Катедра за винарство
  - Катедра за вреднотење хране
  - Катедра за микробиологију хране
- Одељење за прераду дрвета
  - Катедра за механско прерадбене технологије
  - Катедра за технологију дрвета
  - Катедра за менаџмент и економију предузећа и развој производа
  - Катедра за лепљење, дрвене композиције и обраду површина
  - Радна група за патологију и заштиту дрвета
  - Радна група за хемију дрвета
- Одељење за зоотехнику
  - Катедра за генетику, анималну биотехнологију, имунологију, општо сточарство и коњушарство
  - Катедра за говедарство, узгој коза и оваца, живинарство, аквакултура и одрживу пољопривреду
  - Катедра за етологију, биометрију, селекцију и свињарство
  - Катедра за аграрну економији, политику и право
  - Катедра за прехрану
  - Катедра за микробиологију и микробиолошку технику
  - Катедра за млекарство
- Одељење за пејзажну архитектуру
  - Катедра за пејзажно планирање и културу
  - Катедра за пејзажну културу